# Cheirolepidiaceae
Le cheirolepidiacee (Cheirolepidiaceae) sono una famiglia di piante estinte, appartenenti alle conifere. Vissero tra il Triassico e il Giurassico (235 - 150 milioni di anni fa) e furono un'importante componente della flora del Mesozoico.

## Descrizione e classificazione
Superficialmente simili ai cipressi, le cheirolepidiacee erano caratterizzate da un particolare tipo di polline (assegnato al form genus Classopollis). Alla stessa famiglia sono attribuite anche le piante un tempo classificate come Frenelopsidaceae, caratterizzate da basi fogliari dotate di guaina e punte delle foglie libere ridotte. Si ritiene che alcune specie di cheirolepidiacee siano state le prime piante ad essere impollinate da insetti, dal momento che i loro fossili sono stati ritrovati in associazione con alcune mosche scorpione estinte.